# Quyền hưởng đêm đầu

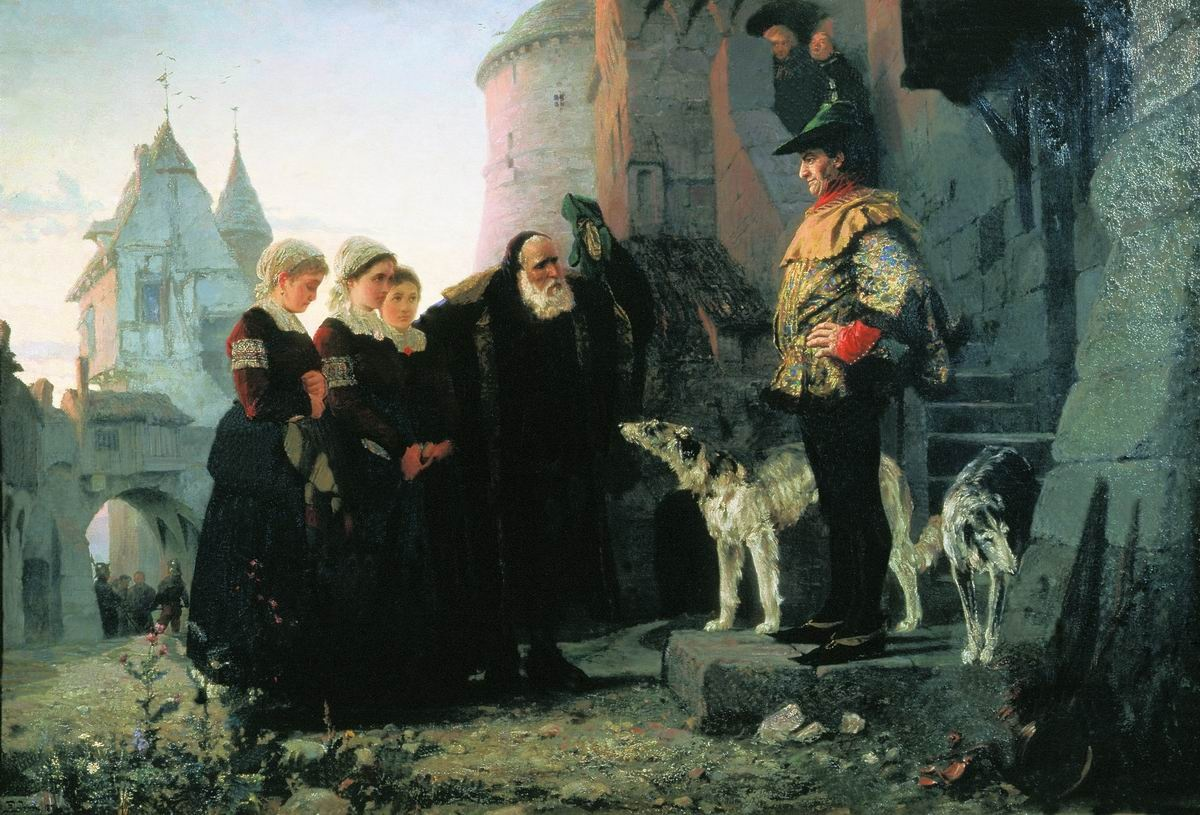
Tác phẩm của Vasily Polenov (1874) miêu tả cảnh một người nông nô già đang dẫn đứa con gái mới lớn của mình đến hầu hạ lãnh chúa

Quyền hưởng đêm đầu tiên (từ gốc tiếng Pháp: droit du seigneur, tiếng Latinh: jus primae noctis) là quy định pháp luật được cho là tồn tại ở thời kỳ phong kiến theo đó luật thời này dành một quyền hợp pháp cho phép các lãnh chúa hay điền chủ thời trung cổ có quyền yêu cầu hưởng trinh tiết của một người con gái mới lớn hoặc mới lấy chồng của những người nông nô trên lãnh địa của họ. Cụ thể là khi một cô con gái của một nông nô lấy chồng thì sau khi nghi thức thành hôn, người con gái đó phải được đưa về hầu hạ (thường bao gồm cả quan hệ tình dục) cho vị lãnh chúa thay vì động phòng với chồng trong đêm tân hôn hay còn gọi là dâng hiến lần đầu tiên.
Không có bằng chứng nào cho thấy quyền này được thực hành tại châu Âu thời Trung Cổ, và tất cả mọi tài liệu đề cập đến nó đều xuất hiện vào các thời kỳ sau.

## Lịch sử
Thuật ngữ này trong tiếng Pháp là droit du seigneur được hình thành từ thuật ngữ bản địa là droit de jambage hoặc droit de cuissage và thường được sử dụng đồng nghĩa với jus primae noctis /dʒʌs ˈpraɪmiː ˈnɒkt[invalid input: 'ɪ-']s/ mà là tiếng Latin có nghĩa "Luật của đêm đầu tiên". 

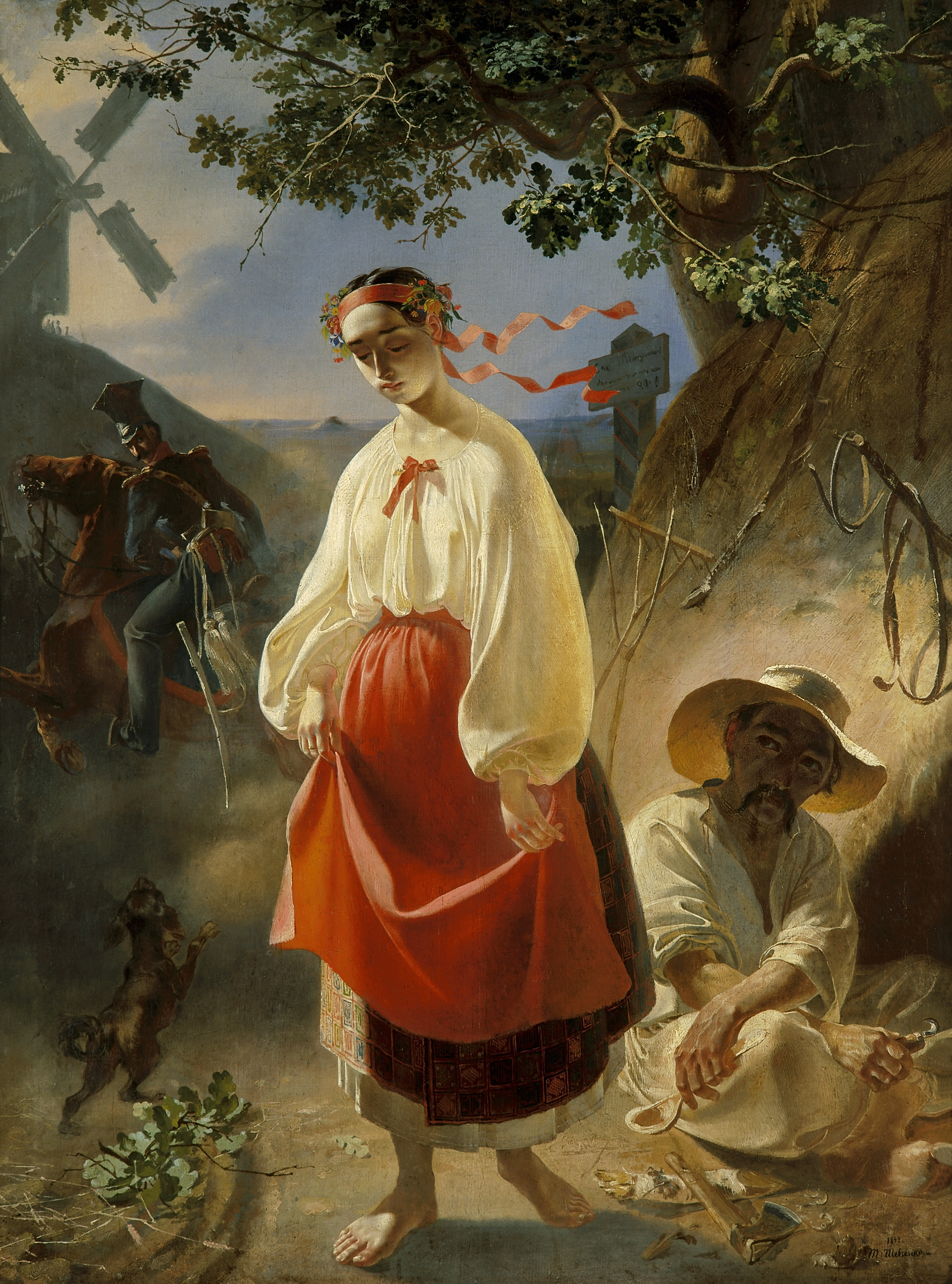
Kateryna, một nông nô ở Nga phải nộp mình cho chủ đất qua tranh vẽ của Taras Shevchenko

Nguồn gốc của quy định này rất khó xác định, nhà sử học Herodotus cũng đã từng đề cập đến hình thức này khi miêu tả về các bộ lạc của "Adyrmachidae" trong Libya thời cổ nơi mà ông có miêu tả rằng tất cả các phụ nữ của bộ lạc sắp trở thành cô dâu đều phải phục vụ tộc trưởng. Sau này còn nhiều trường hợp chẳng hạn như Đế chế Ottoman, những thủ lĩnh người Kurd (khafirs) ở Tây Armenia được quyền lên giường trước với cô dâu người Armenia khi vào đêm tân hôn của những cô gái này.
Có ý kiến cho rằng chưa có bằng chứng lịch sử chứng minh quyền này tồn tại trên thực tế. Tuy nhiên, có một số các tác phẩm văn học chỉ ra rằng hình thức này có thể tồn tại trên thực tế. Ăng-ghen trong tác phẩm Chống Duyring cũng chỉ ra rằng hình thức này có tồn tại và cho rằng Quyền hưởng đêm đầu tiên từ tay lãnh chúa phong kiến được chuyển qua tay người chủ xưởng tư sản trong thời kỳ chủ nghĩa Tư bản.
Ngày nay, trên thế giới, vẫn còn một số tập tục còn lưu lại. Tại bộ tộc Ankole thuộc nước Uganda, cha chồng được quyền hưởng trinh tiết của con dâu, theo đó, trước khi được quan hệ tình dục với chú rể, cô dâu phải dâng hiến lần đầu tiên cho cha chồng và phải tỏ thái độ biết ơn. Việc cha chồng ngủ với cô dâu trong đêm tân hôn trước chú rể được coi là việc làm hợp pháp và đây được coi là một trong những món quà tốt nhất mà một người cha có thể tặng cho con trai mình.

## Trong phim ảnh
Trong văn hóa, bộ phim "Trái tim dũng cảm" của Mỹ miêu tả về cuộc đời của người anh hùng William Wallace (do Mel Gibson đóng) cũng có đoạn đề cập đến quy định này (do nhà vua Anh cho phép) khi miêu tả một đám cưới của người bản địa Scotland, sau đó lính Anh ập đến và mang cô dâu đi để phục vụ cho lãnh chúa, sau đó trả lại cô dâu cho chú rể trong một bộ dạng tàn tạ, thất thểu. Sau đó, người yêu của William cũng chuẩn bị phải hiến dâng trinh tiết cho lãnh chúa nhưng cô đã trốn đi và cùng William làm lễ thành hôn và quan hệ tình dục với anh này. Vị lãnh chúa biết được thì rất không vui và cho binh lính đến hãm hiếp, sau đó bắt và giết cô gái này, mở đầu cho cuộc trả thù của William